# حبيل التويرة (يافع)

تعديل مصدري - تعديل

حبيل التويرة هي إحدى قرى عزلة لبعوس بمديرية يافع التابعة لمحافظة لحج، بلغ تعداد سكانها 237 نسمة حسب تعداد اليمن لعام 2004.